# Asiatische Kurzschwanzspitzmäuse
Die Asiatischen Kurzschwanzspitzmäuse (Blarinella) sind eine in Ostasien lebende Spitzmausgattung mit zwei Arten.

## Merkmale
Asiatische Kurzschwanzspitzmäuse ähneln im Körperbau den Amerikanischen Kurzschwanzspitzmäusen, mit denen sie jedoch nicht sonderlich nahe verwandt sind. Ihr Körperbau ist an eine teilweise grabende Lebensweise angepasst: die Krallen der Vorder- und Hinterpfoten sind vergrößert, die Ohren klein und im Fell verborgen und der Schwanz relativ kurz (nur etwa halb so lang wie der Körper). Das Fell ist an der Oberseite dunkelgrau bis dunkelbraun gefärbt, die Unterseite ist bei allen Arten außer Blarinella quadraticauda etwas heller.
Diese Tiere erreichen Kopfrumpflängen von 6 bis 8 Zentimetern und ein Gewicht von 10 bis 15 Gramm, wobei Blarinella wardi die kleinste und Blarinella quadraticauda die größte Art ist.

## Verbreitung
Asiatische Kurzschwanzspitzmäuse sind im südwestlichen China (Provinzen Yunnan, Shaanxi, Sichuan und Gansu) sowie im nördlichen Myanmar beheimatet. Über ihre Lebensweise ist kaum etwas bekannt. Sie dürften Tunnel in lockerer Erde oder in am Boden liegendem Pflanzenmaterial anlegen und sich von Insekten ernähren.

## Systematik
Manche Systematiken fassen alle Tiere zu einer Art (Blarinella quadraticauda) zusammen, jüngere Werke unterscheiden aber zwei Arten:
- Blarinella quadraticauda kommt nur im westlichen Sichuan vor.
- Blarinella wardi ist in Yunnan und dem nördlichen Myanmar beheimatet.

Ursprünglich wurde mit der von Gansu bis Yunnan verbreiteten Blarinella griselda eine dritte Art geführt, doch wurde diese im Jahr 2019 in die neue Gattung Parablarinella verschoben.